# Selección femenina de voleibol de Azerbaiyán
La selección femenina de voleibol de Azerbaiyán es el equipo representativo del país en las competiciones oficiales de voleibol. Participa en los torneos organizados por la Confederación Europea de Voleibol, así como de la Federación Internacional de Voleibol.
En el 2018 participa en el Mundial de Voleibol de Japón.